# Переслегинская волость

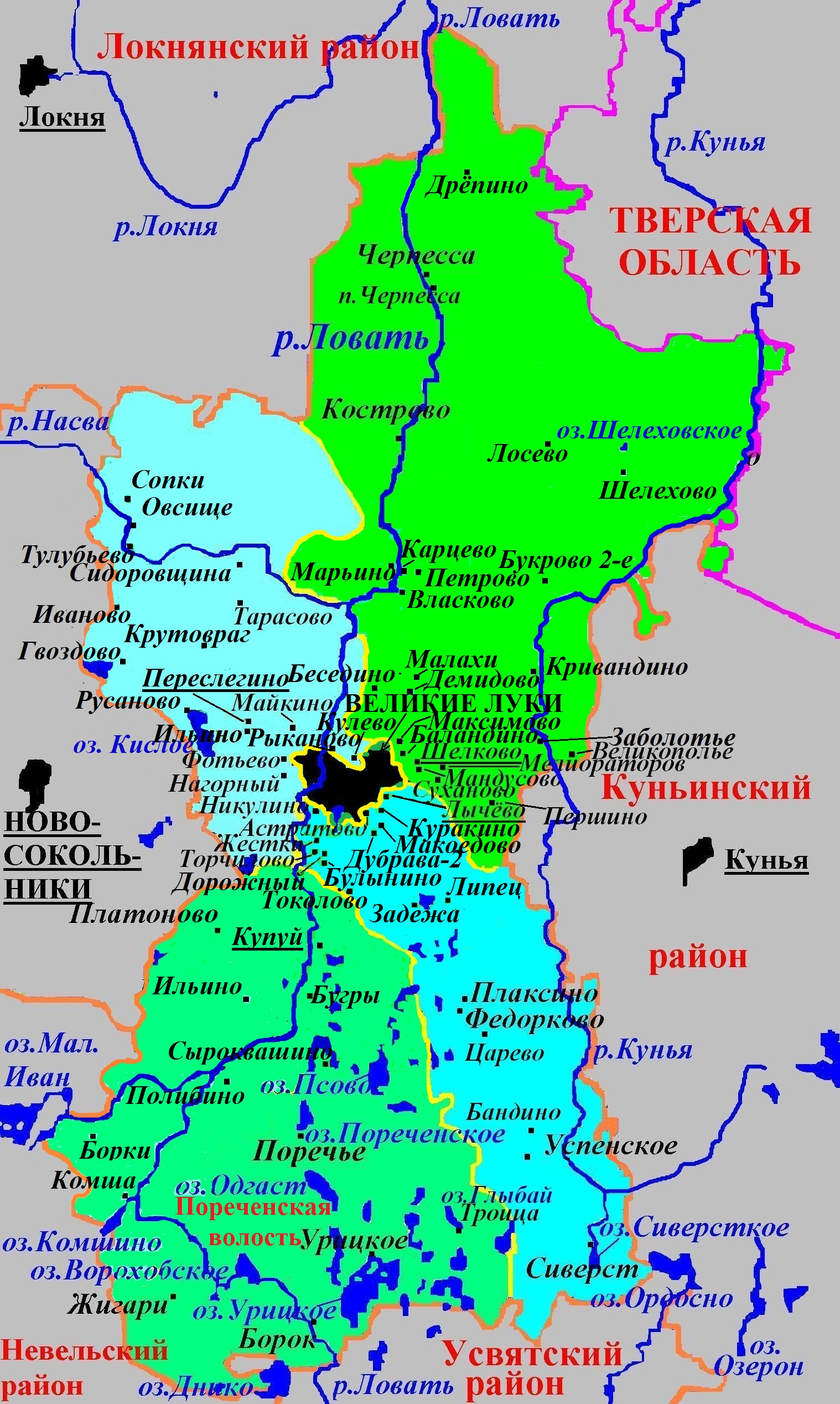
Административное деление Великолукского района (c декабря 2014)

Переслегинская волость — административно-территориальная единица 3-го уровня и муниципальное образование со статусом сельского поселения в Великолукском районе Псковской области России.
Административный центр — деревня Переслегино.

## География
Территория волости граничит на юге с Пореченской, на востоке — с Шелковской, на юго-востоке — с Лычёвской волостями Великолукского района и городским округом города Великие Луки; на севере — с Локнянским районом, на западе — с Новосокольническим районом.
До декабря 2014 года волость граничила на западе с Горицкой, на востоке — с Черпесской, Марьинской, Шелковской и Лычёвской волостями и городским округом города Великие Луки, на юге — с Купуйской волостью Великолукского района, на севере — с Локнянским районом, на юго-западе — с Новосокольническим районом.
На территории волости расположен южный плес озера Кислое (3,1 км², глубиной до 10 м); а с территорией присоединённой Горицкой волости — также северный плес озера Кислое (3,1 км², глубиной до 10 м).

## Население
| 2002  | 2010  | 2012  | 2013  | 2014  | 2015  | 2016  |
| ----- | ----- | ----- | ----- | ----- | ----- | ----- |
| 4106  | ↘3803 | ↗3893 | ↗4006 | ↗4133 | ↗4150 | ↗5588 |
| 2017  | 2018  | 2019  | 2020  | 2021  |       |       |
| ↘5486 | ↘5375 | ↗5985 | ↘5280 | ↘5198 |       |       |

* Численность населения на 1 января 2015 год и ранее приведены в прежних границах сельского поселения (волости) до вступления в силу Закона об объединении муниципальных образований

## Населённые пункты
В состав Переслегинской волости входят 54 населённых пункта, в том числе 52 деревни, 1 посёлок и 1 станция. 
| №  | Населённый пункт       | Тип     | Население |
| -- | ---------------------- | ------- | --------- |
| 1  | Бабки                  | деревня | ↘4        |
| 2  | Баталиха               | деревня | ↗24       |
| 3  | Бителёво               | деревня | ↘23       |
| 4  | Борок                  | деревня | ↘22       |
| 5  | Велебецкое             | деревня | ↗16       |
| 6  | Веретье-1              | деревня | ↘17       |
| 7  | Веретье-2              | деревня | ↘4        |
| 8  | Веретье-3              | деревня | ↗2        |
| 9  | Волчки                 | деревня | ↗51       |
| 10 | Воробецкая             | станция | ↘74       |
| 11 | Гвоздово               | деревня | ↘107      |
| 12 | Гороховье              | деревня | ↘1        |
| 13 | Горушка Сидоровщинская | деревня | ↘8        |
| 14 | Горушка Новая Деревня  | деревня | ↘8        |
| 15 | Грибушино              | деревня | ↘4        |
| 16 | Гришино                | деревня | ↗22       |
| 17 | Еремеево               | деревня | ↘15       |
| 18 | Зелёнкино              | деревня | ↘7        |
| 19 | Земляничино            | деревня | ↘68       |
| 20 | Золотково              | деревня | ↗63       |
| 21 | Иваново                | деревня | ↘516      |
| 22 | Ильино                 | деревня | ↗76       |
| 23 | Калитино               | деревня | ↘0        |
| 24 | Касьяново              | деревня | ↗12       |
| 25 | Кислово                | деревня | ↘293      |
| 26 | Клинцево               | деревня | ↘73       |
| 27 | Копытово               | деревня | ↗5        |
| 28 | Корняки                | деревня | ↘22       |
| 29 | Крутовраг              | деревня | ↘177      |
| 30 | Кулёво                 | деревня | ↘109      |
| 31 | Кучино                 | деревня | ↘2        |
| 32 | Лакниха                | деревня | ↘9        |
| 33 | Лакомица               | деревня | ↘22       |
| 34 | Липино                 | деревня | →0        |
| 35 | Майкино                | деревня | ↘393      |
| 36 | Мордовичи              | деревня | ↗50       |
| 37 | Мякотино               | деревня | ↘26       |
| 38 | Нагорный               | посёлок | ↘456      |
| 39 | Носково                | деревня | ↘31       |
| 40 | Образцово              | деревня | ↘1        |
| 41 | Овсище                 | деревня | ↘85       |
| 42 | Переслегино            | деревня | ↘1396     |
| 43 | Русаново               | деревня | ↘160      |
| 44 | Рыканово               | деревня | ↗178      |
| 45 | Селилово               | деревня | ↘6        |
| 46 | Сидоровщина            | деревня | ↘32       |
| 47 | Сопки                  | деревня | ↘49       |
| 48 | Сорокино               | деревня | ↘8        |
| 49 | Тарасово               | деревня | ↘54       |
| 50 | Тулубьево              | деревня | ↘60       |
| 51 | Федотково              | деревня | ↘6        |
| 52 | Филатиха               | деревня | ↗11       |
| 53 | Фотьево                | деревня | →311      |
| 54 | Ширипино               | деревня | →17       |

## История
Постановлением Псковского областного Собрания депутатов от 26 января 1995 года все сельсоветы в Псковской области были переименованы в волости, в том числе Переслегинский сельсовет был превращён в Переслегинскую волость.
Законом Псковской области от 28 февраля 2005 года в границах волости было также создано муниципальное образование Переслегинская волость со статусом сельского поселения с 1 января 2006 года в составе муниципального образования Великолукский район со статусом муниципального района.
В состав Переслегинской волости с января 2006 до декабря 2014 года входил 41 населённый пункт, в том числе 39 деревень — Бабки, Баталиха, Бителево, Борок, Велебецкое, Веретье-1, Веретье-2, Веретье-3, Волчки, Гороховье, Горушка Сидоровщинская, Горушка Новая Деревня, Грибушино, Гришино, Еремеево, Зеленкино, Земляничино, Золотково, Ильино, Калитино, Касьяново, Клинцево, Копытово, Кулево, Лакниха, Лакомица, Липино, Майкино, Мордовичи, Носково, Переслегино, Рыканово, Селилово, Сидоровщина, Сорокино, Тарасово, Филатиха, Фотьево, Ширипино, — а также 1 посёлок — Нагорный, — и 1 станция — Воробецкая.
Законом Псковской области от 10 декабря 2014 года Переслегинская волость была расширена 22 декабря 2014 года (с 236,50 до 486,31 км²) за счёт присоединения территории упразднённой Горицкой волости.